# Magický krystal
Magický krystal (anglicky The Crystal Shard) je fantasy kniha pro mládež, kterou napsal Robert Anthony Salvatore. Jedná se o první díl ze série Planiny ledového větru, zasazené do světa Forgotten Realms. Kniha poprvé vyšla v roce 1988. Vypráví o barbaru Wulfgarovi a temném elfovi Drizztovi, který není přijímán ostatními pro svůj původ. Výjimkou jsou však trpaslíci, se kterými se spřátelil. Putuje tundrou a loví obry, kteří ohrožují Desetiměstí.

## Děj
Začátek knihy vypráví o putování Drizzta tundrou, při kterém odhalí plán barbarských kmenů na útok na Desetiměstí. Informace předá svým přátelům – trpaslíkovi Bruenorovi a půlčíkovi Regisovi, který je člen rady Desetiměstí. Ten pomocí rubínového přívěsku s hypnotickými schopnostmi dokáže přesvědčit radu města o závažnosti útoku a přinutí je ke spolupráci. Díky tomu se podařilo Desetiměstí a trpaslíkům barbary porazit. Důležitou událostí v ději je, když se trpaslík Bruenor v boji střetl s barbarským praporečníkem, který se ho pokusí omráčit praporem. To se ale barbarskému praporečníkovi Wulfgarovi nepovedlo a Bruenor ho na oplátku omráčil štítem. Po boji ho Bruenor zachránil před zabitím. Nikdo z Desetiměstí mu neodpustil, co jim jeho lid způsobil, a tak ho vzal k sobě do dolu, kde mu měl po dobu pěti let sloužit. Po pěti letech se Wulfgar zařadil mezi trpaslíky a Bruenor ho začal brát, jako svého syna.
Během této doby čaroděj Akar Kessel, který nebyl zrovna úspěšný, najde Magický krystal s názvem Crenshinibon. Tento Magický krystal dokáže udělat mocnějším svého majitele, dokáže se nabourat do jeho myšlenek a dokáže vytvářet magické věže. Magickému krystalu se těmito schopnostmi podařilo vnuknout myšlenku čaroději Kesselovi, o dobytí Planiny Ledového větru. Kessel díky krystalu zotročuje skřety, orky a buduje vlastní armádu. Podaří se mu zlákat barbarské kmeny, které touží po pomstě a s nimi i démona balora jménem Errtu, aby se stal jeho generálem. Uplynulo pět let a Wulfgar dosáhl svého závazku a trpaslík Bruenor vyrobí pro něj mocné kladivo – Aegisův tesák. Wulfgar chce pomoci kmenům, aby se vyhnuly boji, ale rada kmenů ho nechce vyslechnout, jelikož nemá žádné postavení, které se u nich získává krví nebo skutkem. Proto se taky Wulfgar rozhodne vydat do doupě draka Smrtidecha a zabít ho. Drizzt ho ze zvědavosti sleduje a když se Wulfgar dostane do nesnází, Drizzt mu přijde na pomoc. Wulfgar získá dračí poklad a Drizzt získá Dračí meč – ten je velice vzácný, jelikož chrání majitele před ohněm a žárem.
Cestou zpět se cesty Wulfgara a Drizzta rozdělily. Wulfgar se vydal za svým lidem a Drizzt se rozhodl přivolat démova Errtua a přemoci ho. To se Drizztovi povedlo díky Dračímu meči, který má vzácnou moc a vyhnal tak Errtua do Propasti na celých 100 let. Wulfgar se vydal ke svému lidu, kde vyzve na souboj krále barbarů kterého v souboji porazí a stane se tak jejich králem on.
Mezitím, co Akar Kessel ničí Desetiměstí, Drizzt použije své plížení a probojuje se přes skřety a trolly, kteří slouží Kesselovi do Magické věže a postaví se tak mocnému čaroději. Drizzt ho porazí tím, že schová Magický krystal, který je srdcem věže, do pytlíku a tím přeruší spojení mezi Magickým krystalem a Akarem Kesselem. Ten ve zmatku utíká skrz Magické zrcadlo, kam ho Drizzt pronásleduje. Objeví se na Kelvinové mohyle, kde svedou souboj a Akar Kessel je usmrcen padající lavinou. Kesselova armáda bez moci Magického krystalu se rozprchne a zbytek je poražen trpaslíky a barbary, pod vedením Wulfgara.

## Přijetí díla a interpretace
Nejen mezi mládeži, ale i v řadách dospělých má kniha pozitivní ohlasy. Fantasy děj vtáhne čtenáře jakéhokoliv věku. Portál Svět Forgotten Realms knihu hodnotí velmi pozitivně a uvádí: „Já myslím, že Magický krystal je jedním z nejlepší fantasy co kdy člověk napsal. Hned za Kingem, Tolkienem, Eddingsem nebo Zelaznym je toto fantasy od Salvatoreho jedním z nejlepších.“
Recenze Lukáše Knetiga na webu Fantasya.cz uvádí, že text je napsaný velmi čtivě a plynule se odvíjí až k finálnímu střetnutí. Podle stojí každopádně za to si Magický krystal přečíst a s Drizztem Do'Urdenem se do světa Ztracených království podívat.
Rob Bricken ocenil postavu Drizzta, kterou vytvořil R. A. Salvatore hlavně protože, pokud jste četli některou knihu ze série Dungeons & Dragons, je velká pravděpodobnost, že jste se právě s postavou Drizzta setkali. Jedná se o temného elfa, který opustil svou zlou rasu z podzemí a rozhodl se žít život hraničáře na povrchu. Postava Drizzta se objevuje ve všech jeho 34 knihách, z nichž se mnohé se dostaly na seznam bestsellerů New York Times.
Přestože román přivedl na scénu neobyčejně populární postavu Drizzta, v původním plánu nebyl vůbec přítomen a autor jej narychlo vymyslel během rozhovoru se svým literárním agentem, když potřeboval společníka pro zamýšleného hlavního hrdinu, conanovského reka Wulfgara. Od prvních okamžiků byl Drizzt Salvatorem zamýšlen jako „ztělesnění jiného“, a sám autor dokonce ani nevěděl, jak jeho jméno správně napsat, nicméně temný elf se rychle stal přelomovým hrdinou fantasy literatury. Důležitou roli hrála fascinace čtenářů tématy, která Magická krystal přinesl, zejména pak elfovou schopností nalézt v sobě dobro a hrdinství, i když pochází z kruté, zrádné a genocidní společnosti drowů, a také schopnost působit klidně a vyrovnaně a držet si odstup od dění. Tato poklidná radosti, kterou Drizzt nalézá i v prostředí drsného a násilného severu, postavu přiblížila čtenářům.